# Harbor Beach
Harbor Beach is een plaats (city) in de Amerikaanse staat Michigan, en valt bestuurlijk gezien onder Huron County.

## Demografie
Bij de volkstelling in 2000 werd het aantal inwoners vastgesteld op 1837.
In 2006 is het aantal inwoners door het United States Census Bureau geschat op 1689, een daling van 148 (-8.1%).

## Geografie
Volgens het United States Census Bureau beslaat de plaats een oppervlakte van
4,8 km², waarvan 4,6 km² land en 0,2 km² water. Harbor Beach ligt op ongeveer 183 m boven zeeniveau.

## Plaatsen in de nabije omgeving
De onderstaande figuur toont nabijgelegen plaatsen in een straal van 28 km rond Harbor Beach.